# Prochelator incomitatus
Prochelator incomitatus là một loài chân đều trong họ Desmosomatidae. Loài này được Hessler miêu tả khoa học năm 1970.